# Heterogymna seriatopunctata
Heterogymna seriatopunctata is een vlinder uit de familie van de Carposinidae. De wetenschappelijke naam van de soort is voor het eerst geldig gepubliceerd in 1931 door Matsumura.